# Velîkîi Jvanciîk, Dunaiivți
Velîkîi Jvanciîk (în ucraineană Великий Жванчик) este localitatea de reședință a comunei Velîkîi Jvanciîk din raionul Dunaiivți, regiunea Hmelnîțkîi, Ucraina.

## Demografie
Componența lingvistică a localității Velîkîi Jvanciîk
     Ucraineană (99,56%)
     Alte limbi (0,45%)
Conform recensământului din 2001, majoritatea populației localității Velîkîi Jvanciîk era vorbitoare de ucraineană (99,56%), existând în minoritate și vorbitori de alte limbi.